# Stantonia nana
Stantonia nana är en stekelart som beskrevs av Van Achterberg 1987. Stantonia nana ingår i släktet Stantonia och familjen bracksteklar. Inga underarter finns listade i Catalogue of Life.